# Newberry (Dél-Karolina)
Newberry település az Amerikai Egyesült Államok Dél-Karolina államában, Newberry megyében, melynek megyeszékhelye is. Lakosainak száma 10 691 fő (2020. április 1.).

## Népesség
A település népességének változása:

| 2010 | 10 277 |
| 2020 | 10 691 |